# 창원시 진해구의 국회의원

## 행정구역 변천
- 1955년 9월 1일 창원군 진해읍이 진해시로 승격
- 1973년 7월 1일 창원군 웅천면 편입
- 1975년 10월 1일 거제군 저도·망와도 편입
- 1983년 2월 15일 의창군 웅동면 편입
- 1993년 12월 1일 저도·망와도가 거제군에 환원
- 1995년 3월 1일 용원동·가주동 0.95 km2가 부산광역시 강서구에 편입
- 2010년 7월 1일 창원시, 마산시, 진해시가 통합하여 '창원시' 설치, 경상남도 창원시 진해구 설치

## 진해구의 역대 국회의원 일람
| 대수         | 이름           | 소속정당   | 임기                             | 선거구역                             |
| ------------ | -------------- | ---------- | -------------------------------- | ------------------------------------ |
| 제4대        | 주금용(朱金用) | 무소속     | 1958년 5월 31일~1960년 7월 28일  | 진해시 일원                          |
| 제5대 민의원 | 김병진(金秉鎭) | 민주당     | 1960년 7월 29일~1961년 5월 16일  | 진해시 일원                          |
| 제6대        | 최수용(崔守龍) | 민정당     | 1963년 12월 17일~1967년 6월 30일 | 진해시·창원군 일원                   |
| 제7대        | 조창대(曺昌大) | 민주공화당 | 1967년 7월 1일~1971년 6월 30일   | 진해시·창원군 일원                   |
| 제8대        | 황낙주(黃珞周) | 신민당     | 1971년 7월 1일~1972년 10월 17일  | 진해시·창원군 일원                   |
| 제9대        | 이도환(李道煥) | 민주공화당 | 1973년 3월 12일~1979년 3월 11일  | 마산시·진해시·창원군 일원            |
| 제9대        | 황낙주(黃珞周) | 신민당     | 1973년 3월 12일~1979년 3월 11일  | 마산시·진해시·창원군 일원            |
| 제10대       | 박종규(朴鐘圭) | 민주공화당 | 1979년 3월 12일~1980년 7월 4일   | 마산시·진해시·창원군 일원(제1선거구) |
| 제10대       | 황낙주(黃珞周) | 신민당     | 1979년 3월 12일~1980년 10월 27일 | 마산시·진해시·창원군 일원(제1선거구) |
| 제11대       | 배명국(裵命國) | 민주정의당 | 1981년 4월 11일~1985년 4월 10일  | 창원시·진해시·의창군 일원(제4선거구) |
| 제11대       | 김종하(金鍾河) | 한국국민당 | 1981년 4월 11일~1985년 4월 10일  | 창원시·진해시·의창군 일원(제4선거구) |
| 제12대       | 배명국(裵命國) | 민주정의당 | 1985년 4월 11일~1988년 5월 29일  | 창원시·진해시·의창군 일원(제4선거구) |
| 제12대       | 황낙주(黃珞周) | 민주한국당 | 1985년 4월 11일~1988년 5월 29일  | 창원시·진해시·의창군 일원(제4선거구) |
| 제13대       | 박재규(朴載圭) | 통일민주당 | 1988년 5월 30일~ 1992년 3월 10일 | 진해시·의창군 일원                   |
| 제14대       | 배명국(裵命國) | 민주자유당 | 1992년 5월 30일~1996년 5월 29일  | 진해시·창원군 일원                   |
| 제15대       | 허대범(許大梵) | 신한국당   | 1996년 5월 30일~2000년 5월 29일  | 진해시 일원                          |
| 제16대       | 김학송(金鶴松) | 한나라당   | 2000년 5월 30일~2004년 5월 29일  | 진해시 일원                          |
| 제17대       | 김학송(金鶴松) | 한나라당   | 2004년 5월 30일~2008년 5월 29일  | 진해시 일원                          |
| 제18대       | 김학송(金鶴松) | 한나라당   | 2008년 5월 30일~2012년 5월 29일  | 진해시 일원                          |
| 제19대       | 김성찬(金盛贊) | 새누리당   | 2012년 5월 30일~2016년 5월 29일  | 창원시 진해구 일원                   |
| 제20대       | 김성찬(金盛贊) | 새누리당   | 2016년 5월 30일~2020년 5월 29일  | 창원시 진해구 일원                   |
| 제21대       | 이달곤(李達坤) | 미래통합당 | 2020년 5월 30일~2024년 5월 29일  | 창원시 진해구 일원                   |
| 제22대       | 이종욱(李琮煜) | 국민의힘   | 2024년 5월 30일~                 | 창원시 진해구 일원                   |

## 같이 보기
- 진해시·의창군
- 진해시·창원군
- 진해시 (1996년 선거구)
- 창원시 진해구 (선거구)
- 창원시의 국회의원
- 마산시의 국회의원
- 진해시의 국회의원
- 창원시 의창구의 국회의원
- 창원시 성산구의 국회의원
- 창원시 마산회원구의 국회의원
- 창원시 마산합포구의 국회의원